# Liste von Orten mit historischer Kirchringbebauung

## Liste von Orten mit historische Kirchringbebauung
In Teilen Niedersachsens und Nordrhein-Westfalens gibt es eine ganze Reihe von Orten, die um die Kirche herum eine mehr oder weniger geschlossene Bebauung mit Fachwerkhäusern aufweisen. Zunächst wohl mehrheitlich als Speicher genutzt, wurden diese später zu Wohnzwecken umgenutzt oder aber durch Wohnhäuser ersetzt. Viele dieser Kirchringbebauungen sind heute infolge von Abbrüchen und Sanierungsmaßnahmen nur noch lückenhaft überliefert.

### Niedersachsen
- Alfhausen (Reste im Süden der Kirche, Kirchhof 2,4,6,10)
- Ankum
- Bad Essen (vorzüglich erhaltene Kirchplatzbebauung)

- Bad Laer
- Buer (gut erhalten, mit Torhaus)

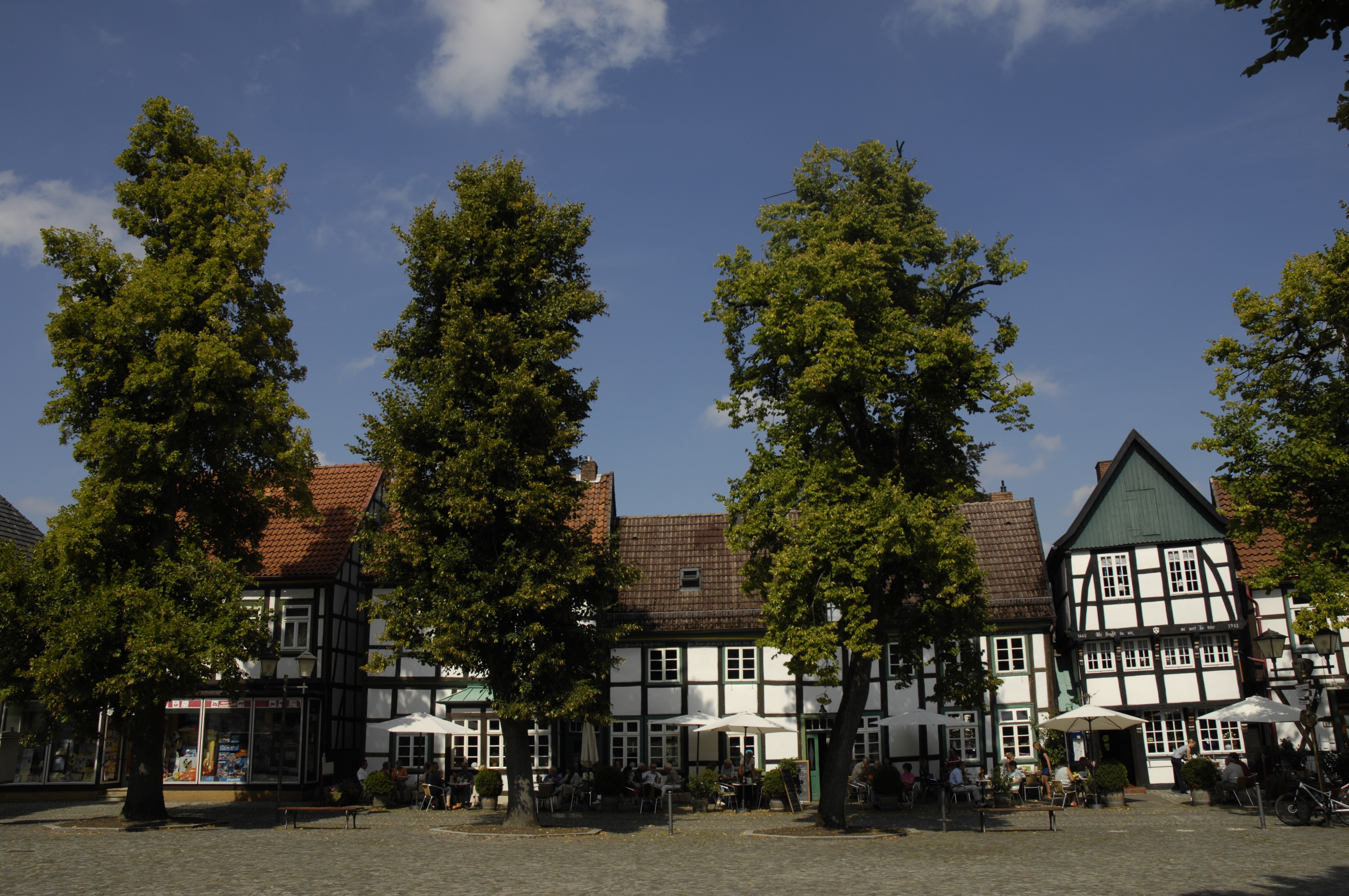
Bad Essen, Kirchplatz

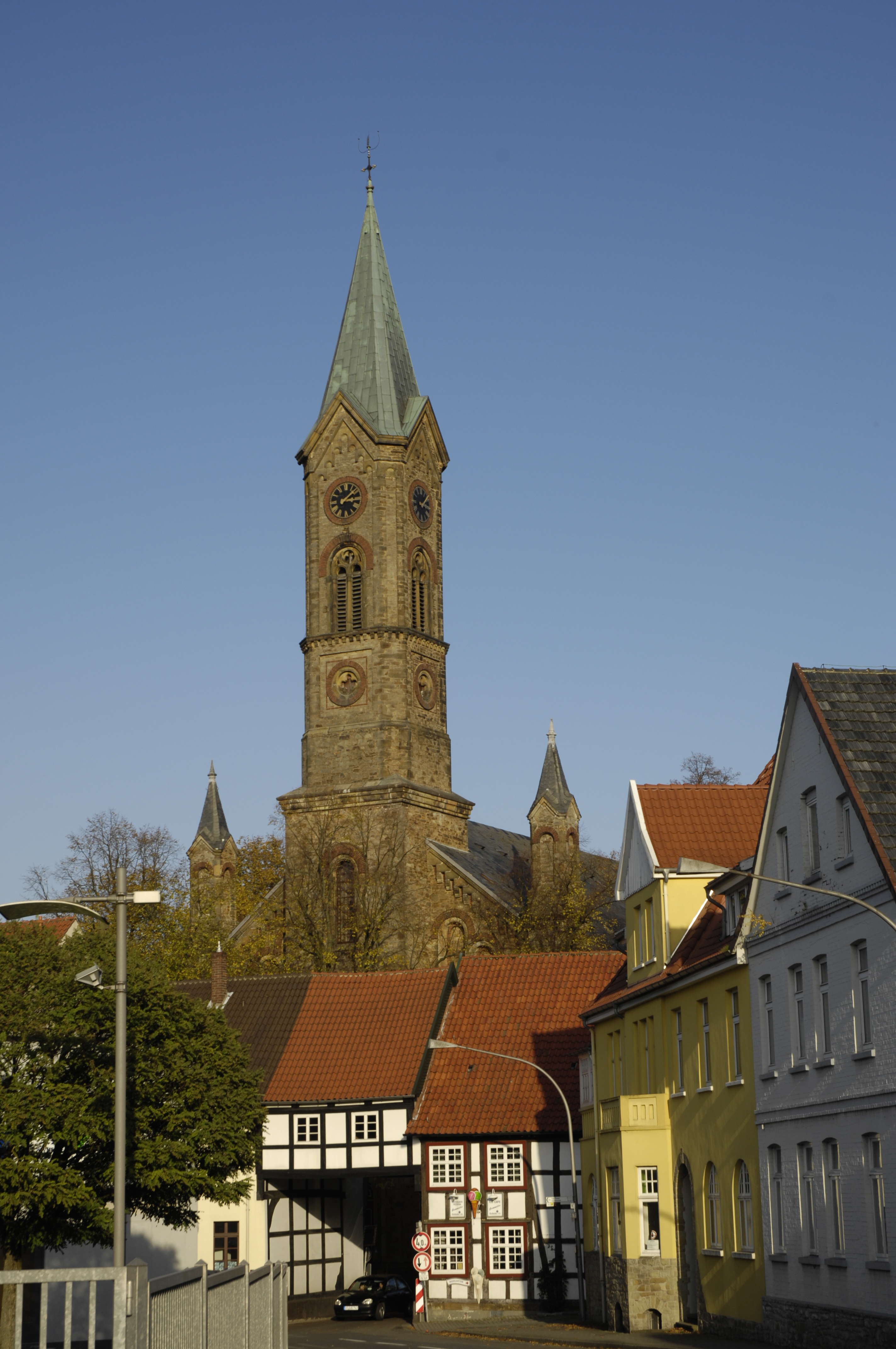
Melle-Buer, Torhaus und Martinikirche

- Damme (fast vollständig durch Neubauten ersetzt)
- Dissen (gut erhaltener Kirchplatz mit etlichen Fachwerkhäusern)
- Gehrde
- Glandorf
- Hilter
- Lengerich
- Lienen
- Menslage (gut erhaltene Bebauung mit mehreren Fachwerkbauten)

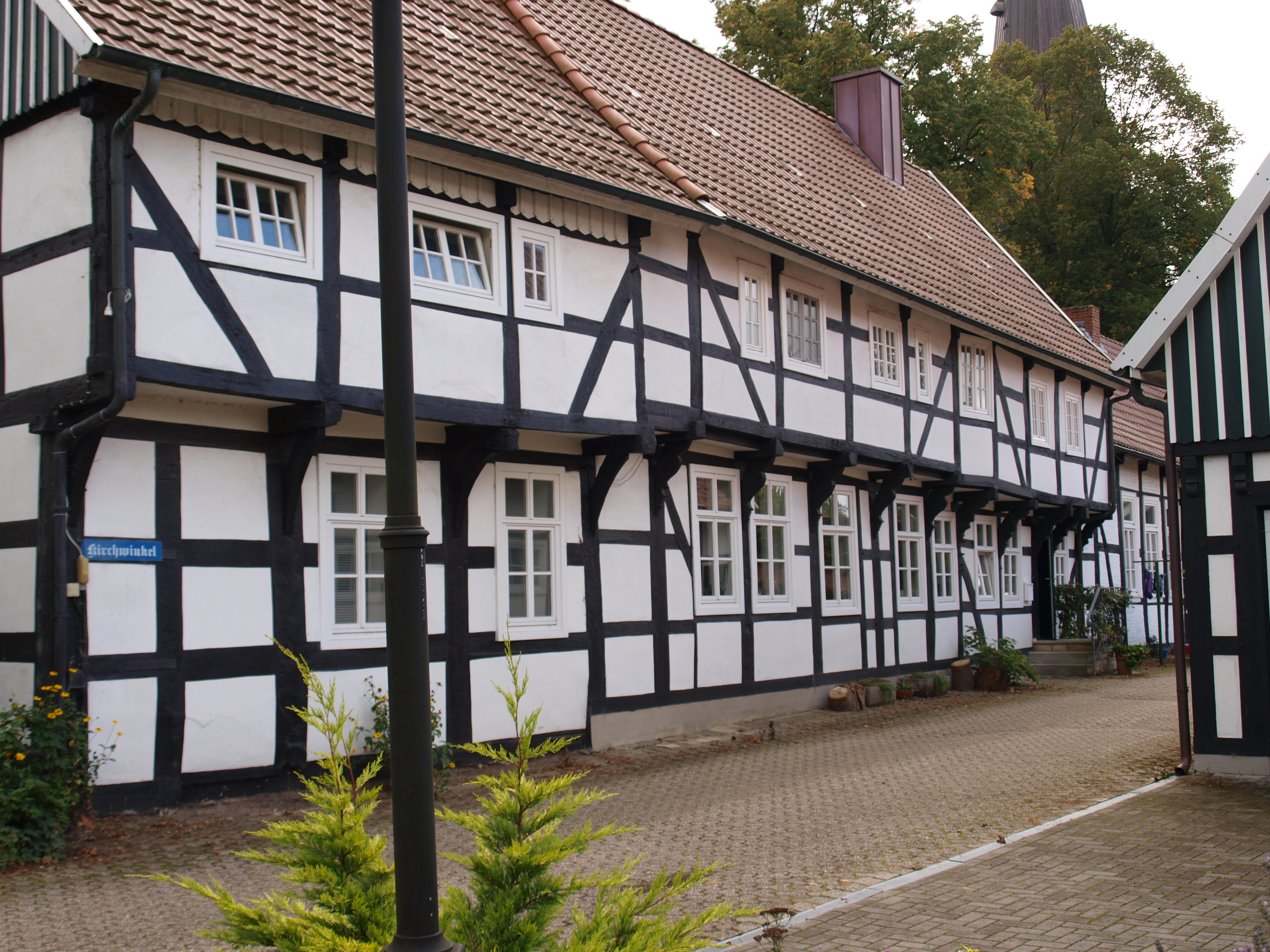
Menslage, Fachwerkbauten am Kirchplatz

- Neuenkirchen
- Wellingholzhausen

### Nordrhein-Westfalen
- Albersloh
- Amelunxen
- Ammeloe (ringförmige Bebauung noch erkennbar, jedoch stark erneuert)
- Angelmodde (Kirchhofebebauung nach einem Brand 1831 erneuert)
- Ascheberg
- Assinghausen (Speicher erhalten)
- Beelen
- Berchum (nach Urkataster)
- Billerbeck (nahezu vollständig erhalten)

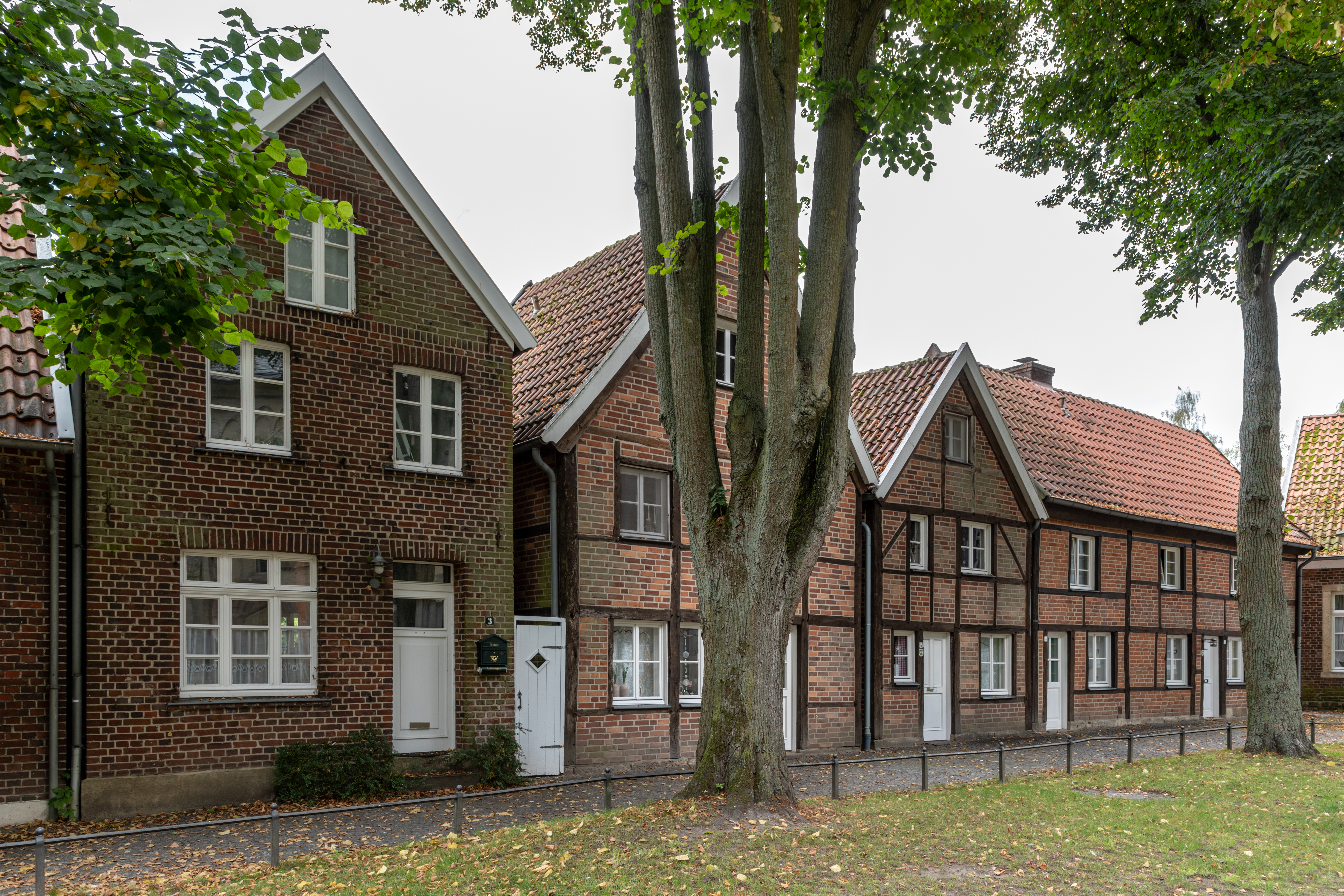
Billerbeck, Johanniskirchplatz 3 bis 7

- Bockhorst (gut erhaltene Fachwerkbebauung an der Nordseite des Kirchplatzes)
- Bockum-Hövel
- Bönen
- Bösensell (Johannisplatz 8, um 1700)
- Darup (in Resten vorhanden)
- Datteln (Reste vorhanden)
- Delbrück (gut erhaltener Kirchplatz mit etlichen Fachwerkhäusern)

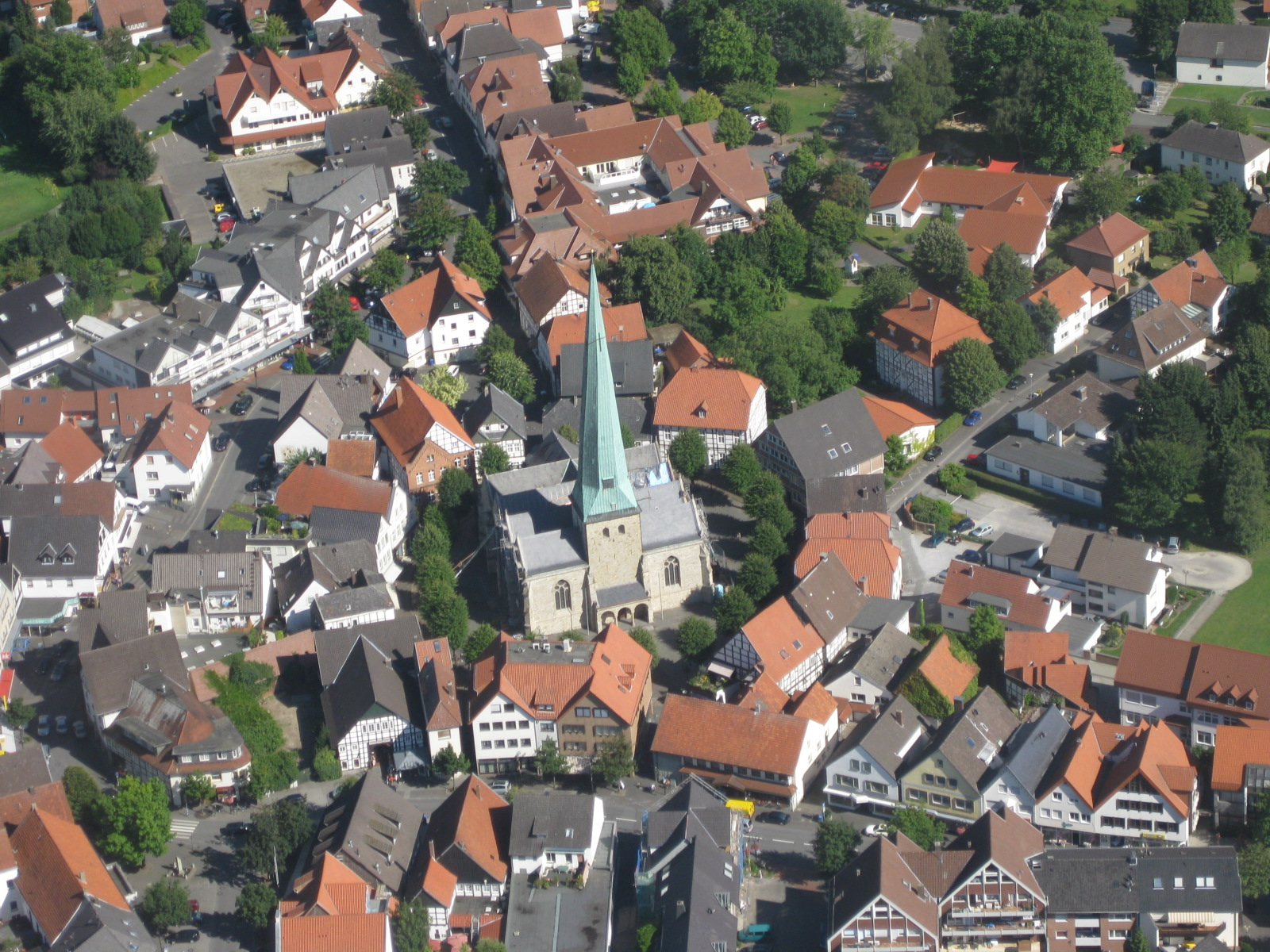
Der Kirchplatz von Delbrück aus der Luft

- Dinker (Fachwerkbauten des 18. und 19. Jh.)
- Drensteinfurt
- Enniger
- Ennigerloh
- Erle (Bebauung vollständig erneuert)
- Erwitte
- Everswinkel
- Füchtorf (nur noch das Tor erhalten)
- Greffen (weitgehend durch Neubauten ersetzt, erhalten u. a. Johannesplatz 4, Mitte 18. Jh. und Johannesplatz 14 von 1566)
- Groß Reken
- Gütersloh (nahezu vollständig erhalten)

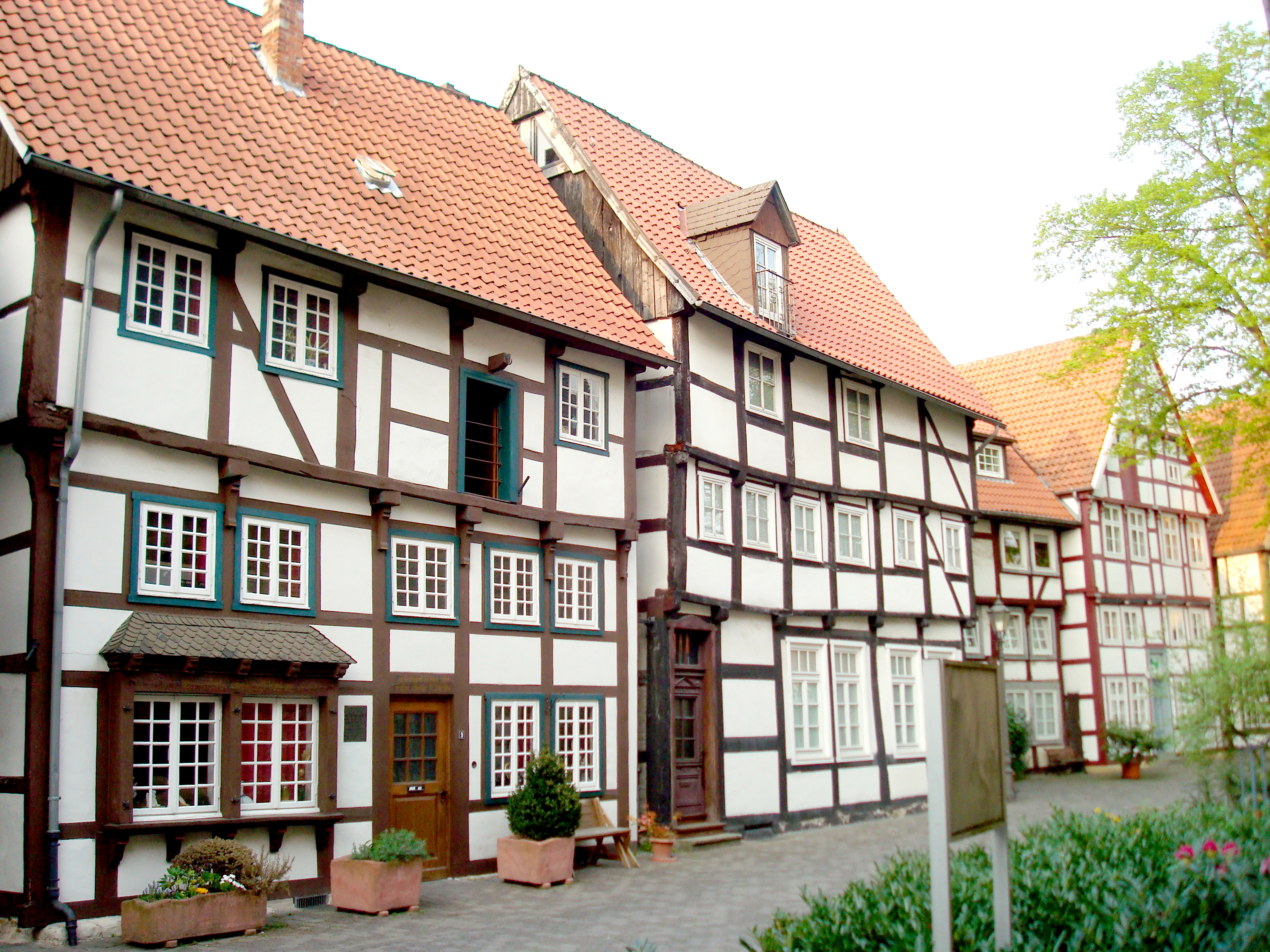
Kirchplatz in Gütersloh

- Halle (Westf.) (nahezu vollständig erhalten)
- Harsewinkel (Reste der historischen Kirchringbebauung mit einigen Fachwerkbauten an der Westseite, Kirchplatz 3–6)
- Hattingen (gut erhaltene Ringbebauung aus Fachwerkhäusern)
- Havixbeck (Torhaus aus der Zeit um 1500 erhalten, die übrigen Häuser weitgehend durch Neubauten ersetzt)

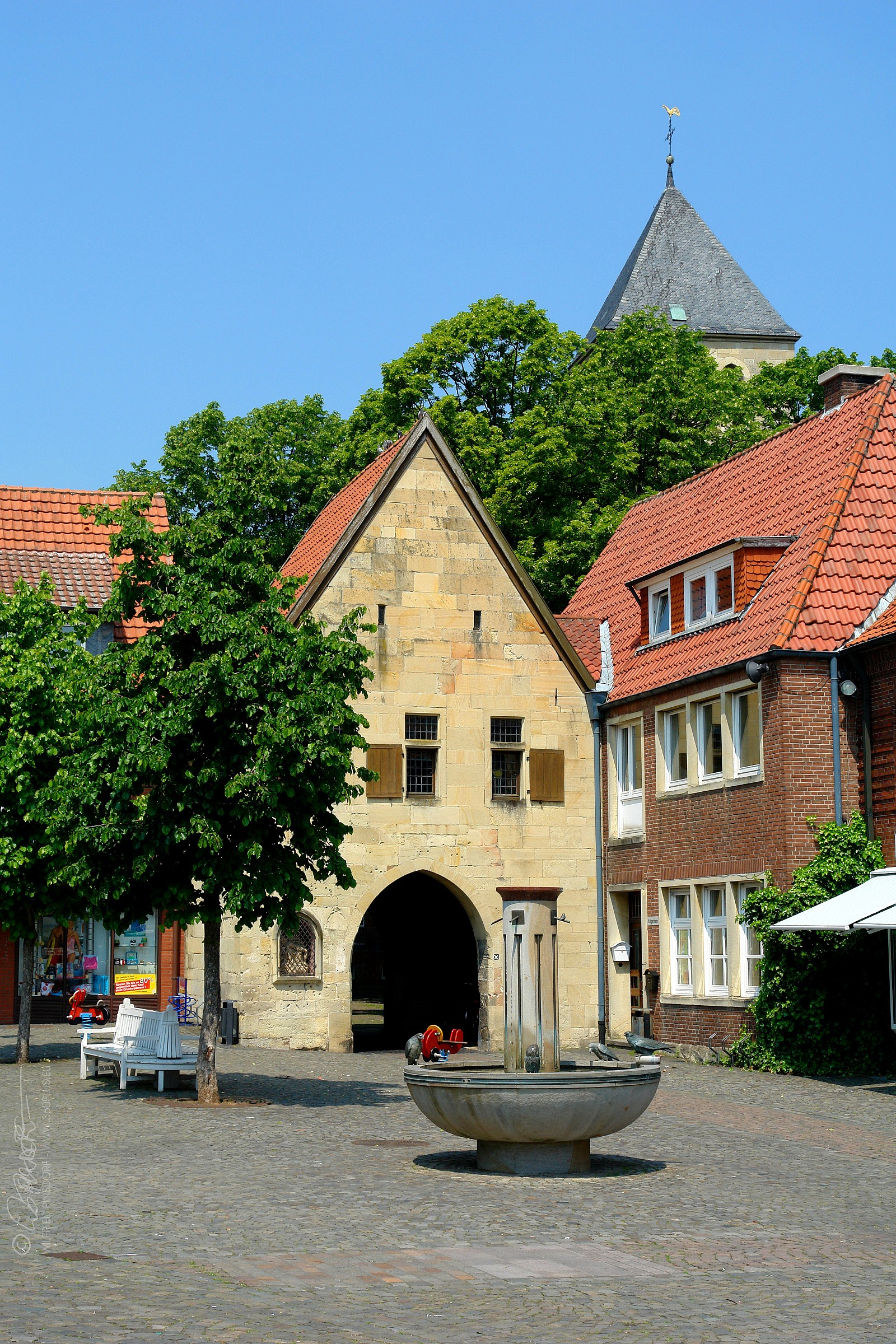
Havixbeck, Torhaus

- Heiden (u. a. Marktstraße 20, 17. Jh.)
- Hemmerde (Kirchplatz 6, um 1800)
- Herbern
- Herringen (nicht mehr vorhanden, aber durch Urkataster nachweisbar)
- Herzebrock (nahezu geschlossene Bebauung mit traufständigen Speicherhäuschen und Torhaus erhalten)

- Herzfeld (noch erkennbar)
- Hoetmar
- Holtwick
- Kettwig (gut erhalten)
- Kierspe
- Legden
- Lengerich (Torhaus erhalten)
- Lüdenscheid

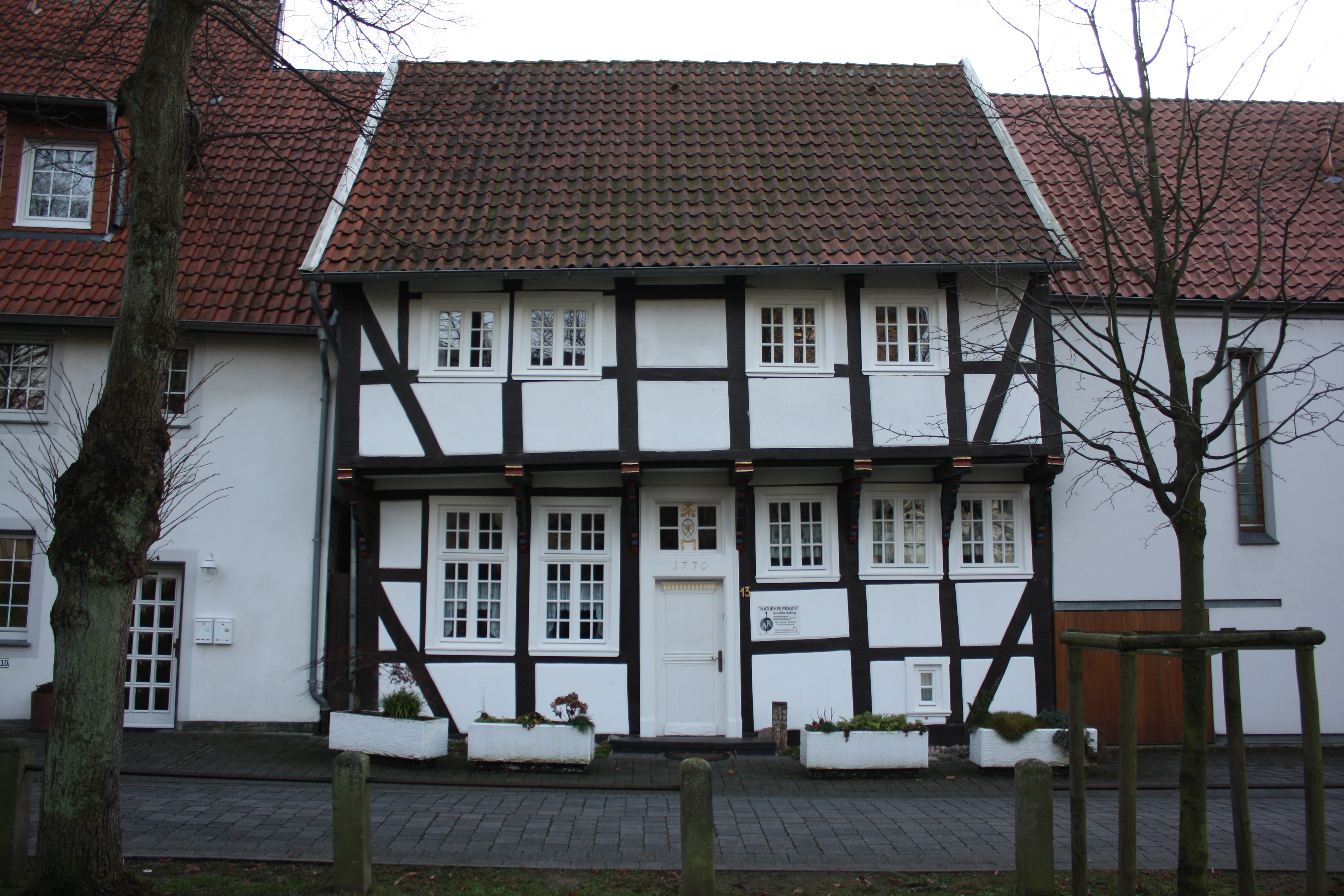
Herzebrock, Am Kirchplatz 13

- Mark (Reste der Kirchringbebauung mit wenigen Fachwerkhäusern)
- Marl (nicht mehr vorhanden)
- Meinerzhagen
- Menden
- Mettmann
- Milte
- Mülheim an der Ruhr
- Neviges (gut erhaltene Kirchplatzbebauung mit zum Teil verschieferten Fachwerkhäusern)
- Nordkirchen (historische Bebauung zum Teil erhalten)
- Nottuln
- Oestinghausen (An der Kirche 9, 16. Jg.)

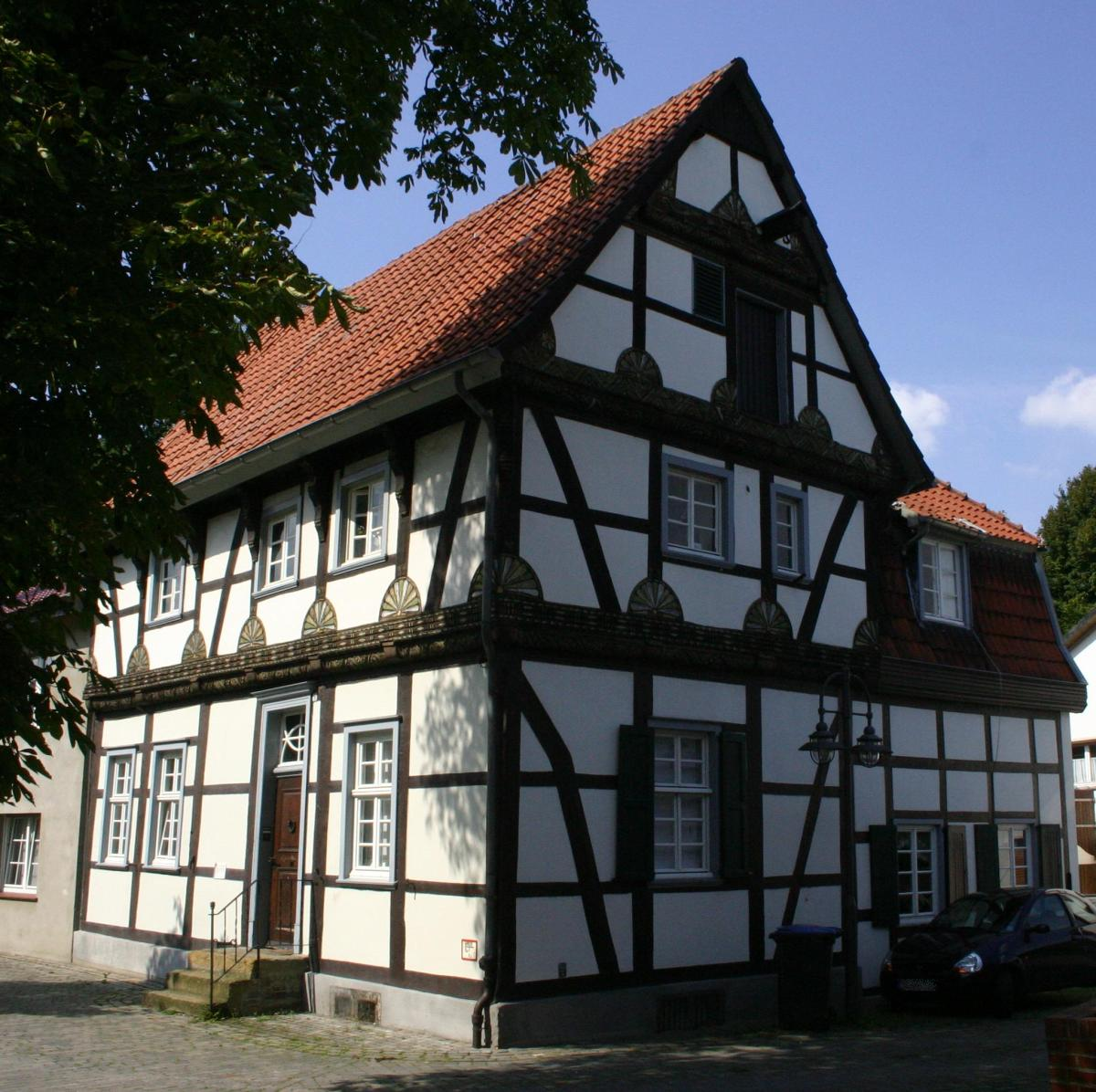
Oestinghausen, An der Kirche 6

- Ostenfelde (Margarethenplatz 10 aus dem 16. Jh.)
- Ostönnen
- Ottmarsbocholt (Urkataster)
- Pelkum (Reste der Kirchringbebauung mit Fachwerkhäusern des 17. und 18. Jahrhunderts)
- Plettenberg (gut ablesbar, Fachwerkbebauung zum Teil erhalten)
- Rahden (Reste der Fachwerkbebauung nur noch im Nordwesten des Kirchplatzes erhalten)
- Rhynern (Kirchringbebauung mit Speicher aus der 2. Hälfte des 16. Jh.)
- Sassendorf
- Seppenrade
- Schildesche (nur noch lückenhaft erhalten)
- Steinhagen (weitgehend durch Neubauten ersetzt)
- Vellern
- Verl (auf der Nordseite geschlossen erhaltene Fachwerkbebauung)
- Wadersloh
- Waltrop (u. a. ein Fachwerkbau von 1575 erhalten)
- Warendorf
- Welver
- Wengern (nur noch in Resten vorhanden)
- Werne (gut erhaltene Fachwerkbebauung)

- Weslarn (in Resten vorhanden)

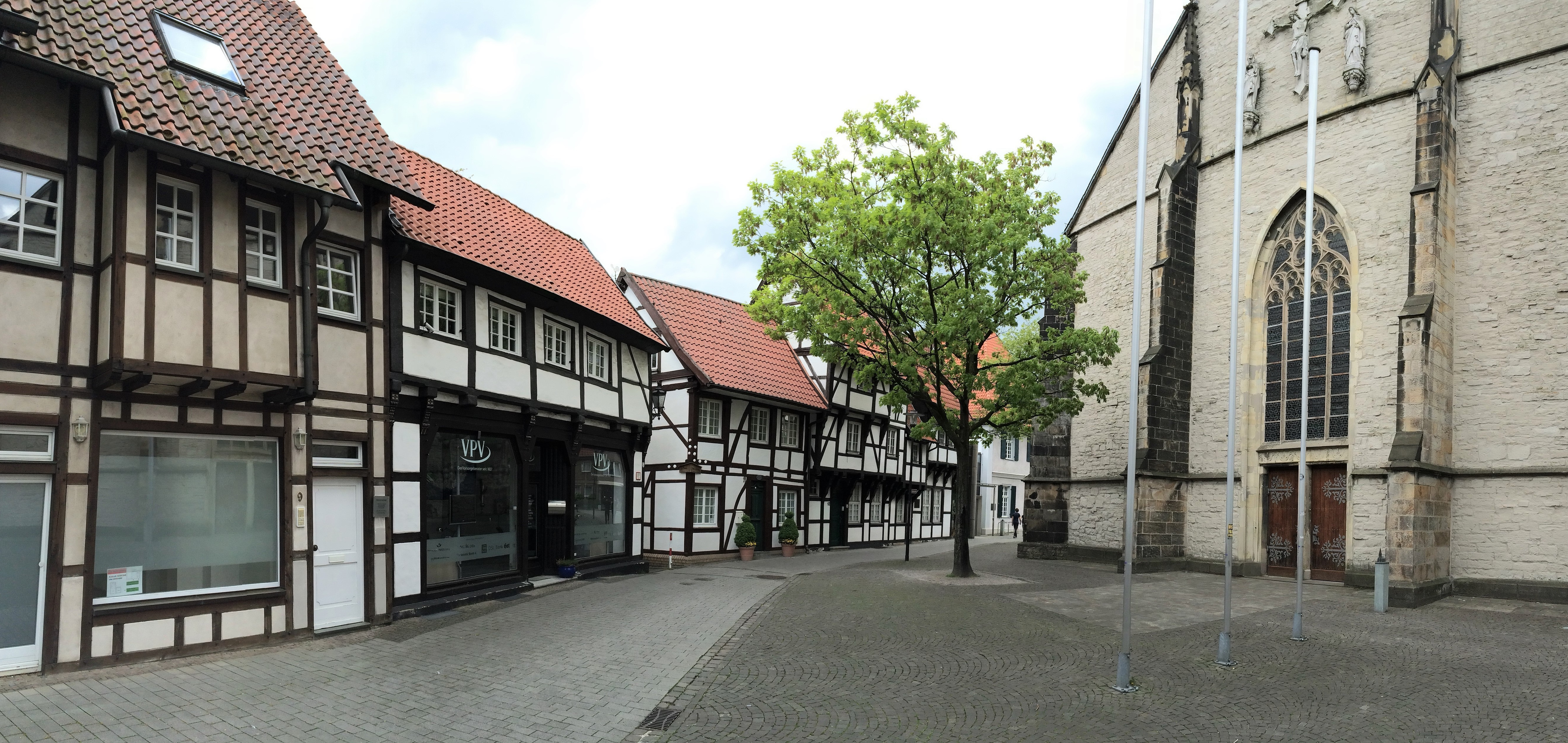
Werne, Kirchhof

- Westkirchen (nicht mehr erkennbar)
- Westönnen (in Resten vorhanden)
- Wülfrath (gut erhaltene Kirchplatzbebauung mit zum Teil verschieferten Fachwerkhäusern, Kirchplatz Nr. 2–13 und 15–17)
- Wüllen (nicht mehr vorhanden)
- Wulfen